# Ken Stott

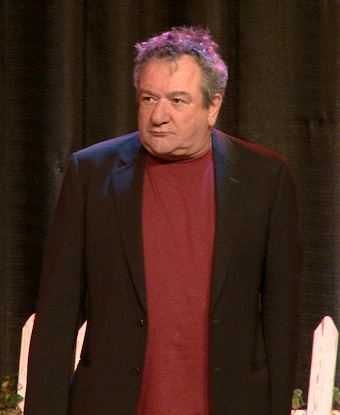
Ken Stott bei der HobbitCon 2014

Kenneth Campbell Stott (* 1955 in Edinburgh, Schottland) ist ein schottischer Film- und Theaterschauspieler.

## Biografie
Ken Stott, Sohn eines schottischen Vaters sowie einer sizilianischen Mutter, war als Jugendlicher Mitglied der Band Keyhole, von denen einige Mitglieder später die Bay City Rollers mitbegründeten.
Stott wurde, nachdem er die Mountview Theatre School in London besucht hatte, 1975 im Alter von 20 Jahren Mitglied der Royal Shakespeare Company. Zwei Jahre später, 1977, debütierte Stott auch in einer Produktion der BBC erstmals im Fernsehen. Während er als Bühnendarsteller bald einige Bekanntheit
erlangte, ließ der Durchbruch vor der Kamera auf sich warten. Entscheidendes Sprungbrett wurde die sechsteilige Tragikomödie Takin’ Over the Asylum der BBC Scotland, deren Regisseur und Autorin ihn zuvor auf der Bühne gesehen und für sich entdeckt hatten. Ken Stott ist inzwischen vor allem in Großbritannien ein sehr populärer Darsteller, wirkte aber auch in Hollywood-Produktionen mit, unter anderem 1997 in Plunkett & Macleane – Gegen Tod und Teufel und 2004 in King Arthur. 2005 nahm er die Rolle von Adolf Hitler in dem Fernsehfilm Die Nichte – Hitlers verbotene Liebe an. Stott sah die Darstellung als eine besondere Herausforderung, da er jüdischen Glaubens ist. 2006 und 2007 spielte Stott in bislang zehn Episoden den Detective Inspector John Rebus in der Serie Rebus nach den Kriminalromanen und Erzählungen von Ian Rankin. In Peter Jacksons Verfilmung des Tolkien-Romans Der Hobbit hat er die Rolle des Balin übernommen.
Ken Stott ist mit der britischen Schauspielerin Di Sherlock liiert und hat einen Sohn aus einer früheren, geschiedenen Ehe.

## Filmografie
- 1994: Kleine Morde unter Freunden (Shallow Grave)
- 1995: The Bill (Fernsehserie, 1 Folge)
- 1996: Gerichtsmediziner Dr. Leo Dalton (Silent Witness, Fernsehserie, 2 Folgen)
- 1993: Franz Kafka’s It’s a Wonderful Life (Kurzfilm)
- 1994: Takin’ Over the Asylum (Miniserie)
- 1994: Kleine Morde unter Freunden (Shallow Grave)
- 1997: Plunkett & Macleane – Gegen Tod und Teufel (Plunkett & Macleane)
- 1997: Der Boxer (The Boxer)
- 1997: Ballfieber (Fever Pitch)
- 2000: Der Mann der 1000 Wunder (The Miracle Maker – The Story of Jesus)
- 2001–2005: Messias (Fernsehserie, mehrere Folgen)
- 2004: King Arthur
- 2005: G8 auf Wolke Sieben (The Girl in the Café)
- 2005: Die Nichte – Hitlers verbotene Liebe (Uncle Adolf)
- 2005: Casanova
- 2005: The Mighty Celt
- 2006–2007: Rebus (Fernsehserie)
- 2007: Der Krieg des Charlie Wilson (Charlie Wilson’s War)
- 2008: Die Chroniken von Narnia: Prinz Kaspian von Narnia (The Chronicles of Narnia: Prince Caspian)[2]
- 2010: Toast
- 2011: Zwei an einem Tag (One Day)
- 2012: Der Hobbit: Eine unerwartete Reise (The Hobbit: An Unexpected Journey)
- 2013: Der Hobbit: Smaugs Einöde (The Hobbit: The Desolation of Smaug)
- 2014: Der Hobbit: Die Schlacht der Fünf Heere (The Hobbit: The Battle of the Five Armies)
- 2014: The Missing (Fernsehserie)
- 2015: Es ist kompliziert..! (Man Up)
- 2015: An Inspector Calls (Fernsehfilm)
- 2016: Café Society
- 2016: A Hundred Streets
- 2017: Fortitude (Fernsehserie)
- 2018: Vor uns das Meer (The Mercy)
- 2021: Die Ausgrabung (The Dig)